# 小桃站
小桃站（韓語：소도역）是朝鮮民主主義人民共和國咸鏡北道延社郡的一個鐵路車站，属于白茂线。

## 邻近车站
白茂线
新陽站 - 小桃站 - 延社站